# Hofbräuhaus am Platzl

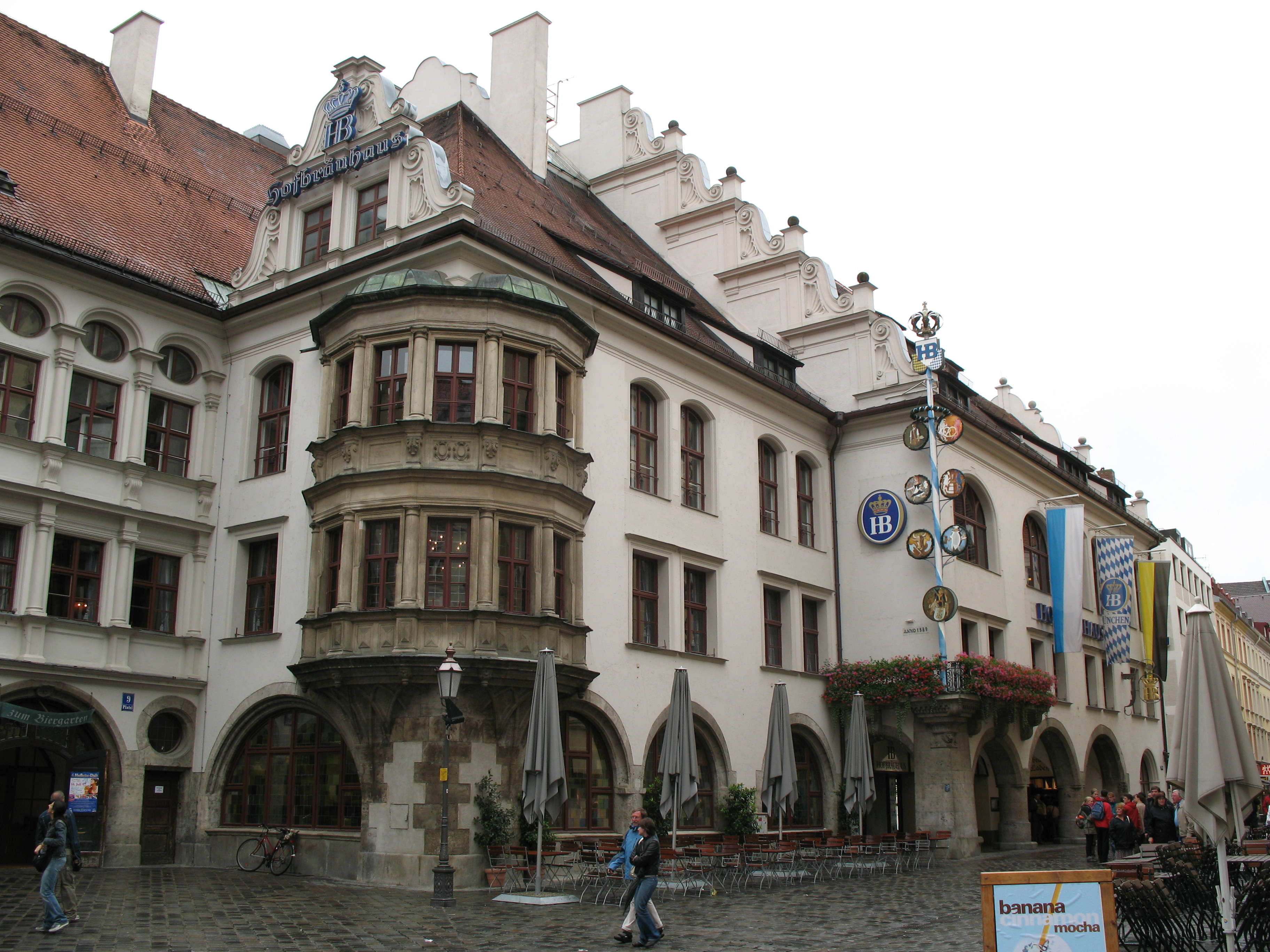
Hofbräuhaus am Platzl

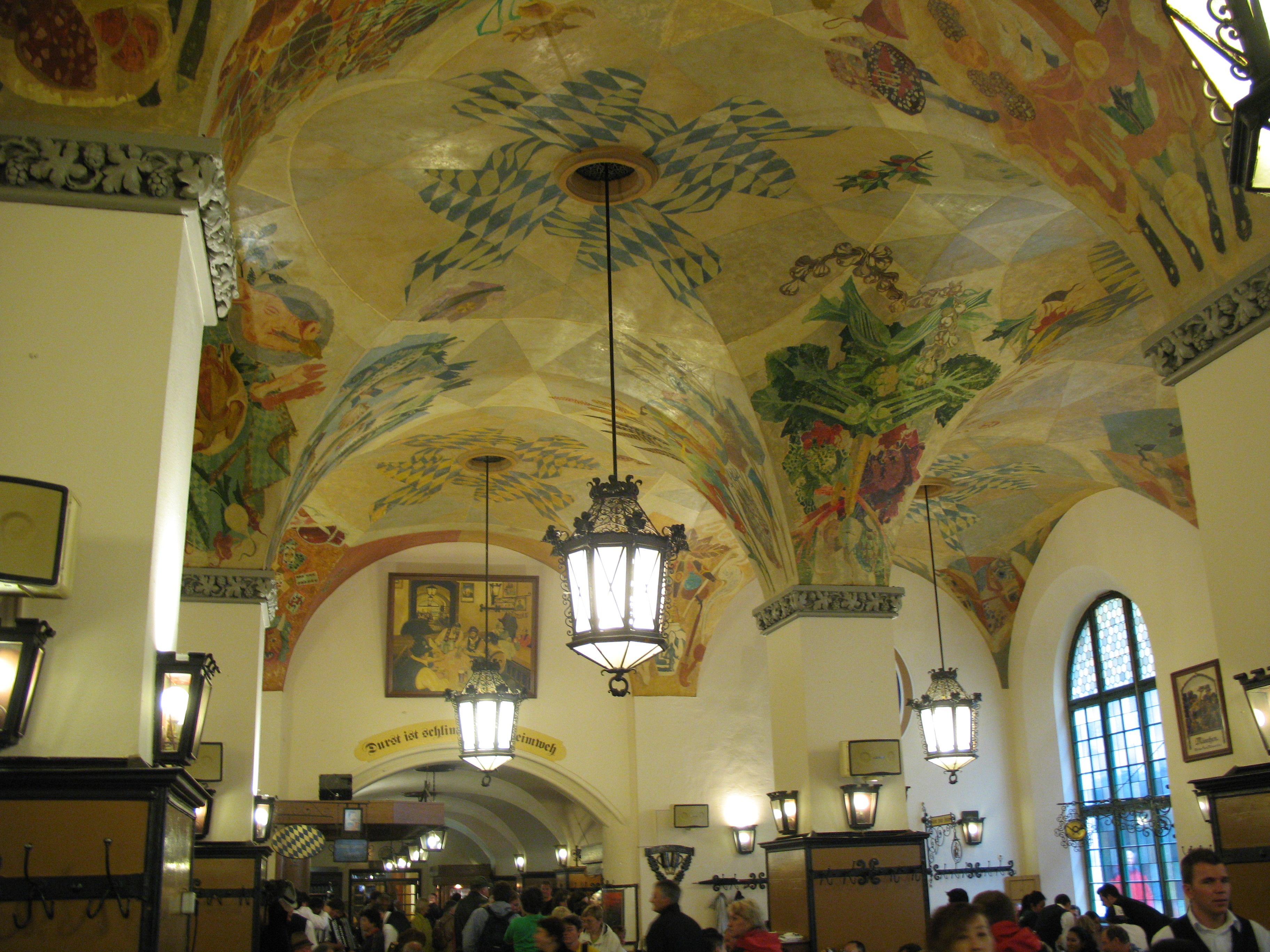
O tecto apresenta afrescos elaborados em estilo barroco

O Hofbräuhaus am Platzl, ou Cervejaria Pública de Munique, é uma cervejaria localizada no centro de Munique, na Alemanha, originalmente construída em 1589 pelo Duque Maximiliano I da Baviera como uma extensão da cervejaria Staatliches Hofbräuhaus em Munique. O público em geral foi admitido em 1828 por Ludwig I. O edifício foi totalmente remodelado em 1897 por Max Littmann, quando a cervejaria se mudou para os subúrbios. Todos os quartos, exceto a histórica cervejaria ("Schwemme"), foram destruídos nos bombardeios da Segunda Guerra Mundial. A reabertura do Festival Hall em 1958 marcou o fim das obras de restauração da cervejaria no pós-guerra.

## História
Foi fundada em 1589 pelo Duque Guilherme V da Baviera para evitar ter que comprar cerveja da baixa Saxônia, sendo de uso exclusivo do Duque. Apenas em 1828 a cervejaria foi aberta ao público. Em 1897, o edifício foi refeito quando foi movido para o subúrbio da cidade. Durante a Segunda Guerra Mundial, toda a estrutura da cervejaria foi destruída em um bombardeio. No entanto, foi reconstruída em 1958.

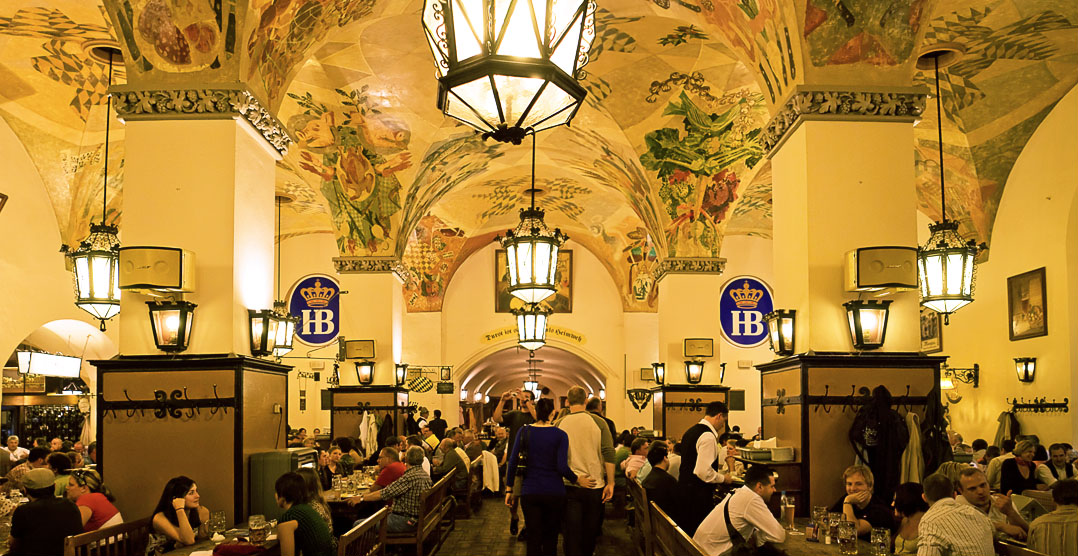
Interior

Em 24 de fevereiro de 1920, foi realizado na Hofbräuhaus o primeiro evento político importante do Partido dos Trabalhadores Alemães (DAP). Nesse dia, Hitler apresentou o "Programa de 25 pontos" do Partido. Tal programa foi aprovado por uma audiência de 2.000 pessoas (segundo descrição contida em Mein Kampf). Em 8 de agosto do mesmo ano, o DAP passou a se chamar Partido Nacional Socialista dos Trabalhadores Alemães, mantendo o mesmo programa. 

## Hofbräuhaus no Brasil
Foi inaugurada em 2015, no Brasil, na cidade de Belo Horizonte, Minas Gerais, a primeira filial da Hofbräuhaus na América Latina.

## Características
O restaurante compreende a maior parte do Hofbräuhaus am Platzl, que também inclui um salão de baile e um Wirtsgarten ao ar livre. Seu menu apresenta os favoritos tradicionais da culinária bávara como Brezn (pretzel macio), Obatzda (molho de queijo), Hax'n, lombo de porco, joelho de porco e salsichas como Bratwurst e Weisswurst. As cervejas incluem Helles e Dunkles servidos em um Maß (caneca), Weißbier (cerveja de trigo) e vinho.
Maior atração turística de Munique depois da Oktoberfest, é muito conhecida e procurada pelos turistas que visitam a cidade. O Hofbräuhaus am Platzl também é frequentado por moradores, muitos dos quais mantêm suas canecas pessoais armazenadas lá. Durante o horário normal, música tradicional da Baviera é tocada. A famosa canção Hofbräuhaus (Hofbräuhaus-Lied), composta em 1935 por Wilhelm "Wiga" Gabriel, diz: "In München steht ein Hofbräuhaus, eine, zwei, g'suffa!" ("Há um Hofbräuhaus em Munique — um, dois, pela escotilha!", no dialeto local). Toda a cerveja consumida é produzida pela Staatliches Hofbräuhaus, que significa Cervejaria Real Pública.

## Patronos famosos
Wolfgang Amadeus Mozart viveu próximo ao quarteirão da cervejaria no final do século XVIII. Em um poema que escreveu, Mozart afirmou ter escrito a ópera Idomeneo depois que várias visitas ao Hofbräuhaus o fortaleceram para a tarefa. No século XIX, a maioria das cervejarias em Munique, incluindo a Hofbräuhaus, foram convertidas em grandes cervejarias, restaurantes e centros de entretenimento com grandes e cavernosas salas de reuniões para casamentos, concertos e peças de teatro. No período imediatamente anterior à Primeira Guerra Mundial, Vladimir Lenin viveu em Munique e, segundo consta, visitava Hofbräuhaus regularmente. Em 1919, o governo comunista de Munique instalou sua sede na cervejaria e, em fevereiro de 1920, Adolf Hitler e os nacional-socialistas realizaram sua primeira reunião no Festsaal, a Sala do Festival, no terceiro andar.

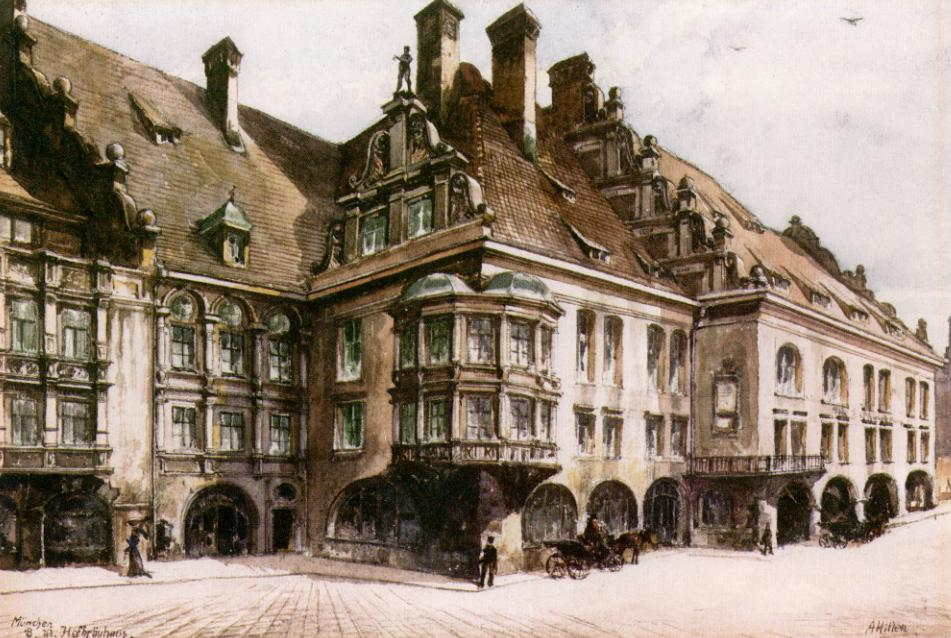
Pintura em aquarela da cervejaria Hofbräuhaus feita por Adolf Hitler

Em 25 de fevereiro de 1920, Hitler apresentou o Programa de Vinte e Cinco Pontos do Partido Nazista na Hofbräuhaus. Em 4 de novembro de 1921, o Hofbräuhaus também foi o local de nascimento da mais tarde temida organização de luta de rua nazista, a Sturmabteilungen ou SA. Naquele dia, o Partido Nacional Socialista realizou uma grande reunião pública em Hofbräuhaus e, depois que Hitler falou por algum tempo, a reunião explodiu em uma confusão. Houve uma luta massiva entre os brigões nazistas e seus oponentes social-democratas e comunistas. Hitler conseguiu terminar seu discurso, apesar do caos de mesas e cadeiras quebradas e canecas de cerveja jogadas sobre ele.
Depois da mundialmente famosa Oktoberfest de Munique (onde a Hofbräuhaus tem uma das maiores barracas de cerveja), a Hofbräuhaus am Platzl é a atração turística e monumento histórico mais notável de Munique. Outros visitantes famosos incluem Marcel Duchamp, Thomas Wolfe, Louis Armstrong, Mikhail Gorbachev, astronautas da NASA, a imperatriz consorte da Áustria Isabel da Baviera e os ex-presidentes americanos John F. Kennedy e George H. W. Bush.

## Imagens
- Clientes regulares armazenam suas canecas em pequenos armários
- Caneca (Maß) de cerveja Hofbräuhaus tipo Dunkel
- Canecas (Maß) de cerveja Hofbräuhaus tipo Helles
- Garrafa de Hofbräu München Original
- Copo de cerveja Hofbräuhaus Weißbier
- Logotipo
- Desfile durante a Oktoberfest de 2013
- Desfile durante a Oktoberfest de 2011